# Aleksander Wolter
Aleksander Wolter (ur. 3 sierpnia 1905 we Lwowie, zm. 11 czerwca 1967 w Lublinie) – polski prawnik, sędzia, profesor Uniwersytetu Marii Curie-Skłodowskiej w Lublinie, sędzia Sądu Najwyższego. Specjalista z zakresu prawa cywilnego. 

## Życiorys
Jego ojciec był sędzią cywilnym we Lwowie, następnie sędzią Sądu Najwyższego w Wiedniu, w końcu prezesem Sądu Apelacyjnego w Krakowie. Matka Aleksandra z domu Kamieniobrodzka była córką znanego lwowskiego architekta i malarza Alfreda Kamienobrodzkiego, jego starszy brat Władysław Wolter był profesorem prawa na Uniwersytecie Jagiellońskim w Krakowie. Egzamin dojrzałości zdał w 1923 w Państwowym IV Gimnazjum im. Henryka Sienkiewicza w Krakowie. W latach 1923–1927 studiował prawo na Uniwersytecie Jagiellońskim.  W 1929 r. obronił pracę doktorską „Prawo familijne rzymskie w literaturze nie prawniczej IV–VII wieku po Chrystusie". Po studiach został zatrudniony w charakterze starszego asystenta w Katedrze Prawa Rzymskiego UJ. W ramach stypendium Fundacji Kultury Narodowej podjął studia w Berlinie. Nie widząc możliwości dalszej kariery prawniczej i naukowej będąc pozbawionym styczności z praktyką prawniczą równolegle z pracą na uczelni podejmuje aplikację sądową, którą kończy zdanym egzaminem sędziowskim. W 1932 r. rozpoczyna pracę w charakterze asesora sądowego. W latach 1932–1939 piastuje urząd sędziego w Krakowie. W 1933 r. zostaje oddelegowany do Ministerstwa Sprawiedliwości, gdzie koncentruje się na pracy legislacyjnej w zakresie ujednolicenia wielu, często bardzo różniących się systemów prawa pozostawionych przez zaborców oraz kodyﬁkacją prawa cywilnego. Trzy dni przed wybuchem wojny Aleksander Wolter zawarł związek małżeński z Janiną Werber, absolwentką wydziału rolnictwa UJ oraz późniejszą wieloletnią dyrektorką Ogrodu Botanicznego UMCS w Lublinie. We wrześniu 1939 r. wraz z rodziną ewakuuje się do Lwowa. W 1940 r. wraca do Krakowa podejmując zatrudnienie jako sędzia Sądu Apelacyjnego w Krakowie oraz jako pracownik niemieckiego Głównego Wydziału Sprawiedliwości Generalnego Gubernatorstwa. Właściwa postawa w trakcie orzekania oraz zgoda władz Polskiego Państwa Podziemnego na to zatrudnienie zostały po wojnie ocenione w sposób jednoznacznie pozytywny. Z tych też powodów Profesorowi nie postawiono żadnych zarzutów i mógł być wielokrotnie
świadkiem w sprawach karnych dotyczących wymiaru sprawiedliwości w Generalnej Guberni. Po zakończeniu wojny Aleksander Wolter podejmuje w 1945 r. pracę w Ministerstwie Sprawiedliwości. W latach 1948–1951 orzeka jako sędzia Sądu Najwyższego. Od 1949 r. pracuje jako kontraktowy profesor nadzwyczajny UMCS w Lublinie. Zostaje pierwszym Dziekanem Wydziału Prawa, którą to funkcję pełni w latach 1950–1953, w 1953 r. zostając prorektorem Uczelni. Z uwagi na swoją bezpartyjność zmuszony jest zrezygnować z pełnienia funkcji administracyjnych na uczelni na skutek nacisków Komitetu Wojewódzkiego PZPR. W 1953 r. zostaje mianowany profesorem nadzwyczajnym a w 1960 r. profesorem zwyczajnym. Od 1956 r. jest członkiem Komisji Kodyfikacyjnej. W 1956 r. zostaje samodzielnym pracownikiem w Instytucie Nauk Prawnych PAN, od 1963 r. członkiem Komitetu Nauk Prawnych PAN. Pochowany na cmentarzu katolickim przy ulicy Lipowej w Lublinie.

## Odznaczenia i ordery
- Złoty Krzyż Zasługi (1938) za  pracę nad kodyﬁkacją prawa cywilnego
- Krzyż Oficerski Orderu Odrodzenia Polski (1947)[1]
- Krzyż Komandorski Orderu Odrodzenia Polski (1959) za działalność dydaktyczna i naukową
- Order Sztandaru Pracy II klasy (1965) za wkład w kodyﬁkację polskiego prawa cywilnego